# 13818 Ullery
13818 Ullery è un asteroide della fascia principale. Scoperto nel 1999, presenta un'orbita caratterizzata da un semiasse maggiore pari a 2,7157637 UA e da un'eccentricità di 0,1299016, inclinata di 6,85264° rispetto all'eclittica.